# Alianța Moldova Noastră
Die Alianța Moldova Noastră (Abk. AMN; deutsch Allianz „Unsere Moldau“) war eine politische Partei in der  Republik Moldau. 
Sie bezeichnete ihre politische Ausrichtung selbst als sozialliberal. Vorsitzender war der ehemalige Bürgermeister von Chișinău, Serafim Urechean. Die AMN war Mitglied der Europäischen Liberalen, Demokratischen und Reformpartei.

## Geschichte
Die Alianța Moldova Noastră entstand 2003 aus der Vereinigung der Alianța Social-Democrată din Moldova (deutsch Sozialdemokratische Allianz Moldaus), der Partidul Liberal (Liberale Partei), der Alianța Independenților din Republica Moldova (Allianz der Unabhängigen der Republik Moldau) und der Partidul Democrat-Popular din Moldova (Demokratische Volkspartei Moldaus). 
Bei den Parlamentswahlen 2005 trat die AMN als Teil des Blocul electoral “Moldova Democrată” (Wahlblock „Demokratische Moldau“) unter Spitzenkandidat Serafim Urecheanu an. Die Wahlallianz wurde mit 28,4 % der Stimmen zweitstärkste Kraft hinter den moldauischen Kommunisten (46,1 %). Nach den Wahlen zerbrach der Parteienbund und die AMN bildete ihre eigene Parlamentsfraktion mit 23 (von insgesamt 101) Parlamentsabgeordneten.
Bei den Parlamentswahlen im April 2009 gewann sie nur noch 9,8 % der Stimmen. Sie bildete mit 11 Parlamentsabgeordneten die kleinste Fraktion. Nach den Wahlen beteiligte sie sich an den Protesten gegen die kommunistische Regierung, der Wahlfälschung vorgeworfen wurde. Bei den Neuwahlen im Juli 2009 sank der Stimmenanteil der AMN auf 7,4 %. Bei den Wahlen 2010 schaffte sie mit knapp über 2 % der Stimmen nicht mehr den Sprung ins Parlament. Im März 2011 ging sie in der regierenden Partidul Liberal Democrat din Moldova auf.